# خط طول 8° غرب
خط طول 8° غرب هو أحد خطوط الطول الجغرافية، والتي تمتد من القطب الشمالي الجغرافي إلى القطب الجنوبي الجغرافي، وحسب التحويل الزمني يتأخر خط طول 8° غرب عن خط غرينتش بـ32 دقيقة.

## من القطب إلى القطب
ينطلق خط طول 8° غرب من القطب الشمالي نحو القطب الجنوبي مرورا بالمناطق التي ترد في الجدول التالي:
| الإحداثيات                       | البلد أو الإقليم أو البحر | ملاحظات |
| -------------------------------- | ------------------------- | --- |
| 90°0′N 8°0′W / 90.000°N 8.000°W  | المحيط المتجمد الشمالي    | |
| 82°5′N 8°0′W / 82.083°N 8.000°W  | المحيط الأطلسي            | |
| 71°9′N 8°0′W / 71.150°N 8.000°W  | النرويج                   | Island of يان ماين |
| 71°1′N 8°0′W / 71.017°N 8.000°W  | المحيط الأطلسي            | Passing just west of the island of Mykines, جزر فارو (at 62°6′N 7°40′W / 62.100°N 7.667°W) · Passing just west of the Monach Islands, اسكتلندا, المملكة المتحدة (at 57°31′N 7°40′W / 57.517°N 7.667°W) · Passing just west of the island of Mingulay, Scotland, المملكة المتحدة (at 56°48′N 7°40′W / 56.800°N 7.667°W) |
| 55°13′N 8°0′W / 55.217°N 8.000°W | جمهورية أيرلندا           | |
| 54°32′N 8°0′W / 54.533°N 8.000°W | المملكة المتحدة           | أيرلندا الشمالية |
| 54°21′N 8°0′W / 54.350°N 8.000°W | جمهورية أيرلندا           | |
| 51°51′N 8°0′W / 51.850°N 8.000°W | المحيط الأطلسي            | |
| 43°42′N 8°0′W / 43.700°N 8.000°W | إسبانيا                   | |
| 41°50′N 8°0′W / 41.833°N 8.000°W | البرتغال                  | |
| 37°0′N 8°0′W / 37.000°N 8.000°W  | المحيط الأطلسي            | |
| 33°28′N 8°0′W / 33.467°N 8.000°W | المغرب                    | |
| 29°7′N 8°0′W / 29.117°N 8.000°W  | الجزائر                   | |
| 26°55′N 8°0′W / 26.917°N 8.000°W | موريتانيا                 | |
| 15°30′N 8°0′W / 15.500°N 8.000°W | مالي                      | |
| 10°20′N 8°0′W / 10.333°N 8.000°W | غينيا                     | |
| 10°8′N 8°0′W / 10.133°N 8.000°W  | ساحل العاج                | |
| 9°24′N 8°0′W / 9.400°N 8.000°W   | غينيا                     | |
| 8°29′N 8°0′W / 8.483°N 8.000°W   | ساحل العاج                | |
| 8°12′N 8°0′W / 8.200°N 8.000°W   | غينيا                     | For about 3 km |
| 8°10′N 8°0′W / 8.167°N 8.000°W   | ساحل العاج                | For about 9 km |
| 8°5′N 8°0′W / 8.083°N 8.000°W    | غينيا                     | For about 6 km |
| 8°2′N 8°0′W / 8.033°N 8.000°W    | ساحل العاج                | |
| 6°19′N 8°0′W / 6.317°N 8.000°W   | ليبيريا                   | |
| 4°31′N 8°0′W / 4.517°N 8.000°W   | المحيط الأطلسي            | |
| 60°0′S 8°0′W / 60.000°S 8.000°W  | المحيط الجنوبي            | |
| 70°40′S 8°0′W / 70.667°S 8.000°W | القارة القطبية الجنوبية   | أرض الملكة مود, المطالب الإقليمية بالقارة القطبية الجنوبية by النرويج |